# Gerd von Bassewitz
Gerd Graf von Bassewitz (* 9. Oktober 1856 in Schwerin; † 21. Juni 1945 in Tessin (bei Rostock), vollständiger Name Gerd Heinrich Karl Friedrich Graf von Bassewitz) war ein mecklenburgischer Rittergutsbesitzer und Hofbeamter.

## Leben
Er wurde als zweiter Sohn des Fideikommissherrn auf Dalwitz Heinrich Graf von Bassewitz und der Charlotte geb. von Bülow in den wendischen Zweig der alten Familie Bassewitz geboren. Nach dem Besuch des Gymnasiums in Eutin studierte er an der Rheinischen Friedrich-Wilhelms-Universität Bonn, der Universität Leipzig und an der  Universität Rostock Rechtswissenschaften. 1877 war er Mitglied des Corps Borussia Bonn geworden. Er diente gleichzeitig bei einem Husarenregiment, wo er Reserveoffizier wurde. Als Referendar a. D. übernahm er nach einer landwirtschaftlichen Ausbildung als Fideikommissherr Dalwitz, Stierow und Stechow sowie Lühburg, Basse, Strietfeld und Repnitz bei Gnoien in Mecklenburg-Schwerin. Dalwitz mit Groß Dalwitz beinhaltete 672 ha, wurde verwaltet durch Leutnant Heinrich Graf Bassewitz, dem ältesten Sohn. Lühburg hatte 664 ha, im Verbund mit dem Basse. Stechow war mit 317 ha ausgewiesen, Stierow umfasste 490 ha und Striefeld 390 ha. 
Bassewitz war Kammerherr der Großherzogin Anastasia und Großherzoglicher mecklenburg-schwerinscher Zeremonienmeister. Er war verheiratet mit Viktoria Freiin von Beaulieu-Marconnay, mit der er vier Söhne und drei Töchter hatte. Hauptwohnsitz wurde Schloss Lühburg.